# Удел человеческий (роман)
«Удел человеческий» (фр. La Condition humaine) — роман 1933 года, написанный Андре Мальро. Произведение принесло автору всемирную известность. Роман повествует о неудавшемся коммунистическом восстании в Шанхае в 1927 году.
В 1933 году книга получила «Гонкуровскую премию».
«Удел человеческий» занимает 5-е место среди 100 лучших книг XX века по версии «Le Monde» (1999 год).
Итальянский режиссёр Бернардо Бертолуччи предложил китайскому правительству экранизировать роман в 1980-х гг. Однако вместо него китайские власти разрешили снять фильм о последнем императоре Китая Пу И. В результате появился «Последний император» (1987).